# Anthocharidini
Gli Anthocharidini Tutt, 1894, sono una delle tre tribù di Lepidotteri appartenenti alla sottofamiglia Pierinae.

## Tassonomia
Questo taxon comprende 6 generi, suddivisi in 70 specie:
- Anthocharis Boisduval, Rambur, Duméril & Graslin, 1833
- Eroessa Doubleday, 1847
- Euchloe Hübner, 1819
- Hesperocharis Felder, 1862
- Leptosia Hübner, 1818
- Zegris Boisduval, 1836

## Distribuzione e habitat
La tribù è diffusa sia nell'Emisfero boreale (generi Anthocharis, Euchloe e Zegris) sia in quello Australe con gli altri tre generi sopra elencati.